# کنن (ایندیانا)
کنن (به انگلیسی: Canaan) یک منطقهٔ مسکونی در ایالات متحده آمریکا است که در شهرستان جفرسون، ایندیانا واقع شده‌است. کنن ۲۸۸٫۹۵ متر بالاتر از سطح دریا واقع شده‌است.